# Мрнявчевич, Углеша
Йо́ван У́глеша Мрня́вчевич (серб. Јован Угљеша Мрњавчевић) — владетель Серреского деспотства с 1355 по 1371 годы, брат Вукашина Мрнявчевича.
После смерти царя Стефана Душана в 1355 году Углеша стал самостоятельным владетелем земель долины реки Струма со столицей в городе Серес и принял титул великий воевода. В 1365 году был провозглашен деспотом. Известен дарениями монастырям Афона. В 1368 году подчинил свои владения церковной юрисдикции Константинопольского патриарха.
Углеша попытался остановить османское наступление и вместе с братом Вукашином попытались захватить Эдирне, столицу турок-османов. Но они были разгромлены и убиты в битве 26 сентября 1371 года при Черномене.
Серрерское деспотство унаследовал его сын Углеша Углешич, но в этом же году турки-османы оккупировали большую часть Македонии и захватили Серре.